# 波特苏埃洛 (卡塞雷斯省)
波特苏埃洛（西班牙語：Portezuelo）是西班牙埃斯特雷马杜拉卡塞雷斯省的一个市镇。总面积126平方公里，总人口303人（2001年），人口密度2人/平方公里。